# 福井県道266号犬見崎和田線
福井県道266号犬見崎和田線（ふくいけんどう266ごう いぬみさきわだせん）は福井県大飯郡おおい町と同郡高浜町を結ぶ一般県道である。

## 路線概要
大島半島内のおおい町と高浜町を結ぶ役割を担っている。青戸入江の北側に沿って走り、最終的に半島根本で福井県道237号畑若狭和田停車場線に接続する。大島半島内を東西に走る県道はこの県道266号のみで、この半島内の集落に住む住民にとって非常に重要な県道であることが窺える道路である。

### 路線データ
- 起点：福井県大飯郡おおい町犬見
- 終点：同郡高浜町和田

## 通過する自治体
- 福井県
  - 大飯郡
    - おおい町 - 高浜町

## 道路状況
全線片側一車線が確保され、歩道も整備されている快走路である。特に起点から和田集落に入るまでの区間は青戸入江とその奥のおおい町、高浜町のビーチが一望でき大変美しい。夜も国道27号の街灯やその周辺の夜景が入江に反射し、夜景スポットとしても地元の穴場である。大変整備され走りやすい道なので観光客がよく通るが、信号機が無いので渋滞も起きない非常に計算できる道路である。

## 接続道路
- 福井県道241号赤礁崎公園線＜現道＞（おおい町犬見・犬見崎、起点）
- 福井県道241号赤礁崎公園線＜新道＞（おおい町犬見・犬見崎、起点 -＜重複＞- おおい町犬見）
- 福井県道237号畑若狭和田停車場線（高浜町和田、終点）

## 沿線
- 青戸の大橋
- 安土山公園